# Papa Gregório X
Gregório X, nascido Tedaldo Visconti, OCist (Placência, 1210 — Arezzo,  10 de Janeiro de 1276) foi Papa entre 1271 e 1276. O conclave que o elegeu foi o mais longo da história da Igreja, durando quase três anos.

## Biografia
Teobaldo Visconti foi monge da Ordem Cisterniense. Italiano de nascimento, gastou a maioria de sua carreira eclesiástica  nos Países Baixos. Era um homem severo e de grande dignidade. Foi amigo de São Tomás de Aquino e conselheiro dos reis da Inglaterra e da França.
Sucedeu ao Papa Clemente IV após três anos de Sé Vacante, devido às divisões entre os cardeais, sendo o maior período de vacância registrado em toda a história da Igreja. Os cardeais franceses e italianos igualmente rachados quiseram um papa de seu país devido à situação política com Carlos de Anjou. O "beco sem saída" foi quebrado finalmente quando os cidadãos de Viterbo, onde os cardeais estavam reunidos, removeram o telhado do edifício onde os cardeais estavam reunidos e trancaram-lhes dentro, somente permitindo-lhes comer pão e água. Três dias mais tarde, o papa Gregório X foi eleito. (Desde então, os cardeais escolheram sempre o papa sob o fechamento e a chave).
Gregório X foi considerado uma escolha forte porque embora fosse italiano, tinha passado parte da sua vida no norte dos Alpes e assim não estava envolvido em controvérsias políticas italianas recentes.  Sua eleição veio como uma surpresa completa a ele, pois quando eleito estava envolvido na Nona Cruzada a São João de Acre com Eduardo I de Inglaterra na Palestina.
Ajudou os irmãos Nicollo e Mateo Polo, tio e pai de Marco Polo, quando eles voltavam da China, governada por Kublai Khan, à sua pátria, a cidade de Veneza.
Promulgou a Bula De Regno Portugaliae em 1276, que excomungava o Reino de Portugal, e o rei português D. Afonso III, o Bolonhês, devido a desentendimentos entre o reino e a Igreja.
À chegada a Roma o seu primeiro acto foi reunir um concílio que teve lugar em Lyon em 1274 que debateu a condição da Terra Santa, os abusos na Igreja Católica, e o Grande Cisma que separou a Igreja Católica da Ortodoxia Oriental. Foi no regresso de uma das sessões do concílio que faleceu, em Arezzo.
A Gregório X se deve a bula Ubi periculum, subsequentemente incorporada no Código de Direito Canónico, que continua a regular os conclaves para a eleição papal.
O Papa Gregório X foi beatificado em 1713.